# Dolní Dvůr
Dolní Dvůr é uma comuna checa localizada na região de Hradec Králové, distrito de Trutnov‎.